# Gmach Górnośląskich Zjednoczonych Hut Królewska i Laura w Katowicach
Gmach Górnośląskich Zjednoczonych Hut Królewska i Laura w Katowicach – budynek biurowy w Katowicach, położony przy ulicy T. Kościuszki 30, na terenie dzielnicy Śródmieście. Wzniesiony został w latach 1927–1929 w stylu modernizmu z elementami funkcjonalizmu według projektu Karola Schneidera dla koncernu Górnośląskie Zjednoczone Huty Królewska i Laura. 

## Historia

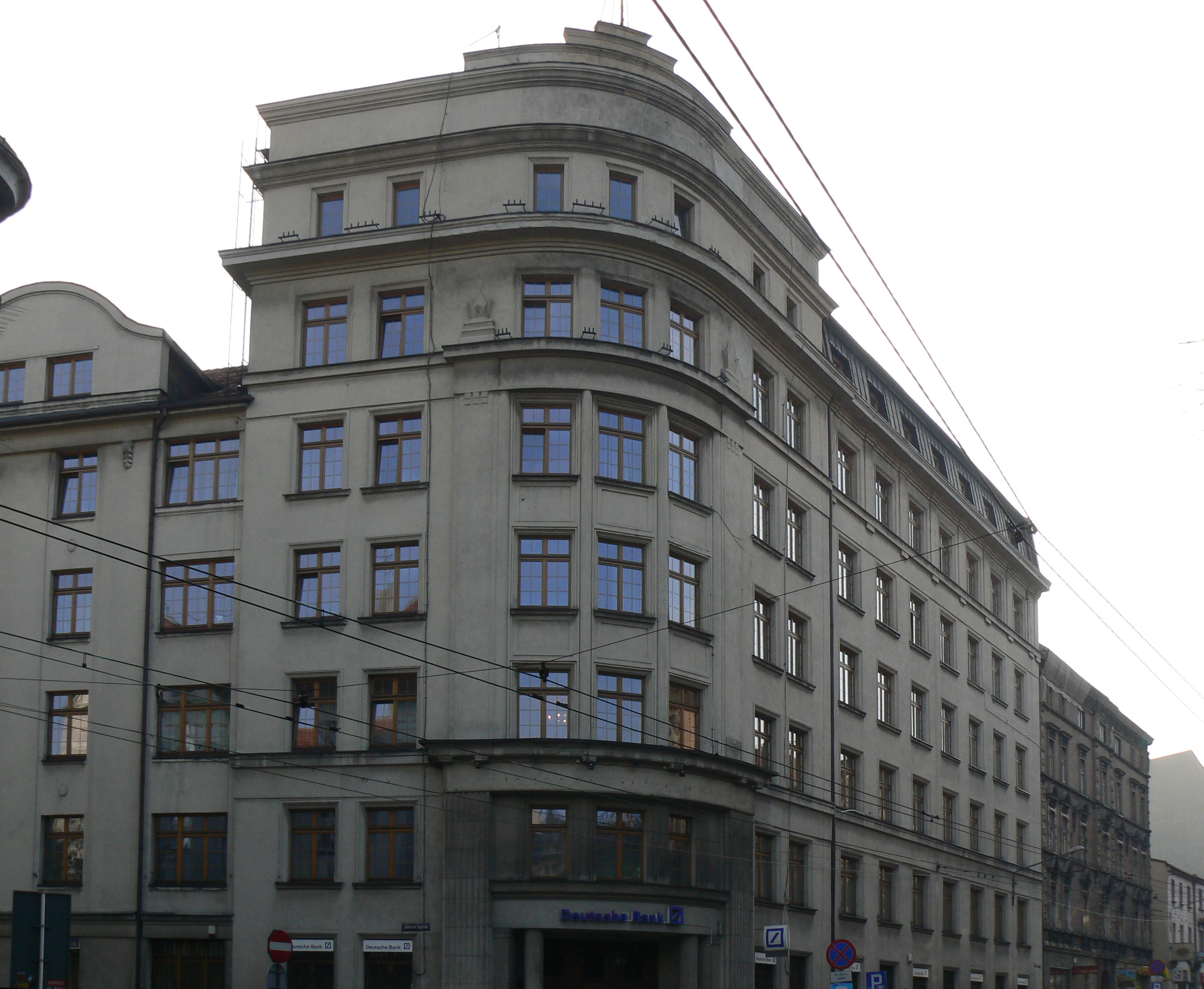
Gmach Górnośląskich Zjednoczonych Hut Królewska i Laura od strony ulicy T. Kościuszki w 2007 roku

Gmach powstał dla firmy Górnośląskie Zjednoczone Huty Królewska i Laura Spółka Akcyjna Górniczo-Hutnicza, powstałej z udziałem Skarbu Państwa 2 lipca 1926 roku. Jej siedzibę ulokowano przy ulicy T. Konckiego 1-3 w Katowicach i szybko podjęto decyzję o rozbudowie kompleksu. 
Pierwszy projekt gmachu, pochodzący z maja 1927 roku, prezentował neoklascystyczny gmach z jońskimi pilastrami wielkiego porządku i nawiązywał do sąsiedniego budynku przy ulicy T. Konckiego 1. Sygnowany był nieczytelnym wpisem, przez co nie było możliwe zidentyfikowania jego autora. Ostatecznie zrealizowano drugi projekt z sierpnia 1928 roku autorstwa Karola Schneidera.  
W czerwcu 1927 roku rozpoczęto starania o pozwolenie budowlane. Urząd Policji Budowlanej w Katowicach odmówił firmie wydania stosownej zgody, co było podyktowane złamaniem kilku przepisów policyjno-budowlanych z 1919 roku, w tym tych dotyczących wysokości gmachu względem szerokości ulicy i wysokości jego elewacji względem sąsiednich budynków. Sytuacja ta zmusiła władze spółki do ubiegania się o stosowne pozwolenie Śląskiej Rady Wojewódzkiej. Ostatecznie rada uchwałą z dnia 9 lipca 1927 roku zgodziła się na wzniesienie gmachu według przedstawionych planów, a zrobiła to w drodze wyjątku.
Budowę gmachu przeprowadziła bielska firma Karol Korn Budowlana Spółka Akcyjna z filią w Katowicach. 5 maja 1928 roku przeprowadzono odbiór budynku w stanie surowym, lecz nadal trwały prace związane z nadbudową o dwie kondygnacje dawnego budynku administracyjnego. Ostatecznego poświadczenia zdatności gmachu do użytku dokonano 26 stycznia 1929 roku, a na początku kolejnego roku gmach otrzymał adres – ulica T. Kościuszki 30.
Z uwagi na swoją wysokość już latem 1929 roku do Policji Budowlanej trafiła skarga właściciela sąsiedniej kamienicy. Według niego nowo wzniesiony budynek za sprawą swej wielkości pozbawił jego nieruchomość dostępu do światła słonecznego. Zażądał od pracowników Policji Budowanej wymuszenia na właścicielu gmachu obniżenia wysokości bryły, lecz ostatecznie urząd odrzucił jego żądania.
W związku ze zmianami organizacyjnymi koncernu (połączenie z Katowicką Spółką Akcyjną), w połowie 1933 roku przystąpiono do przebudowy znajdujących się w niej pomieszczeń biurowych. Powiększono centralę telefoniczną na pierwszym piętrze oraz zmieniono układ wielu pomieszczeń. Kolejną przebudowę ukończono w marcu 1939 roku, kiedy to wzniesiono od strony podwórza pawilon wystawowy według projektu Leona Dietz D'Army. W tym czasie gmach należał do Wspólnoty Interesów Górniczo-Hutniczych w Katowicach. Pawilon ten się nie zachował.
Gmach po 1945 roku został upaństwowiony. Wiosną 1945 roku głównym użytkownikiem gmachu została Centrala Zbytu Produktów Przemysłu Węglowego w telegraficznym skrócie Węglokoks. Z niej wyodrębniła się w późniejszym czasie inna górnicza firma, która przejęła nazwę Węglokoks, a centrala zbytu stała się Węglozbytem. Przez lata obydwie nazwy znajdowały się nad wejściem do gmachu.
W gmachu funkcjonował także oddział Deutsche Banku.

## Charakterystyka

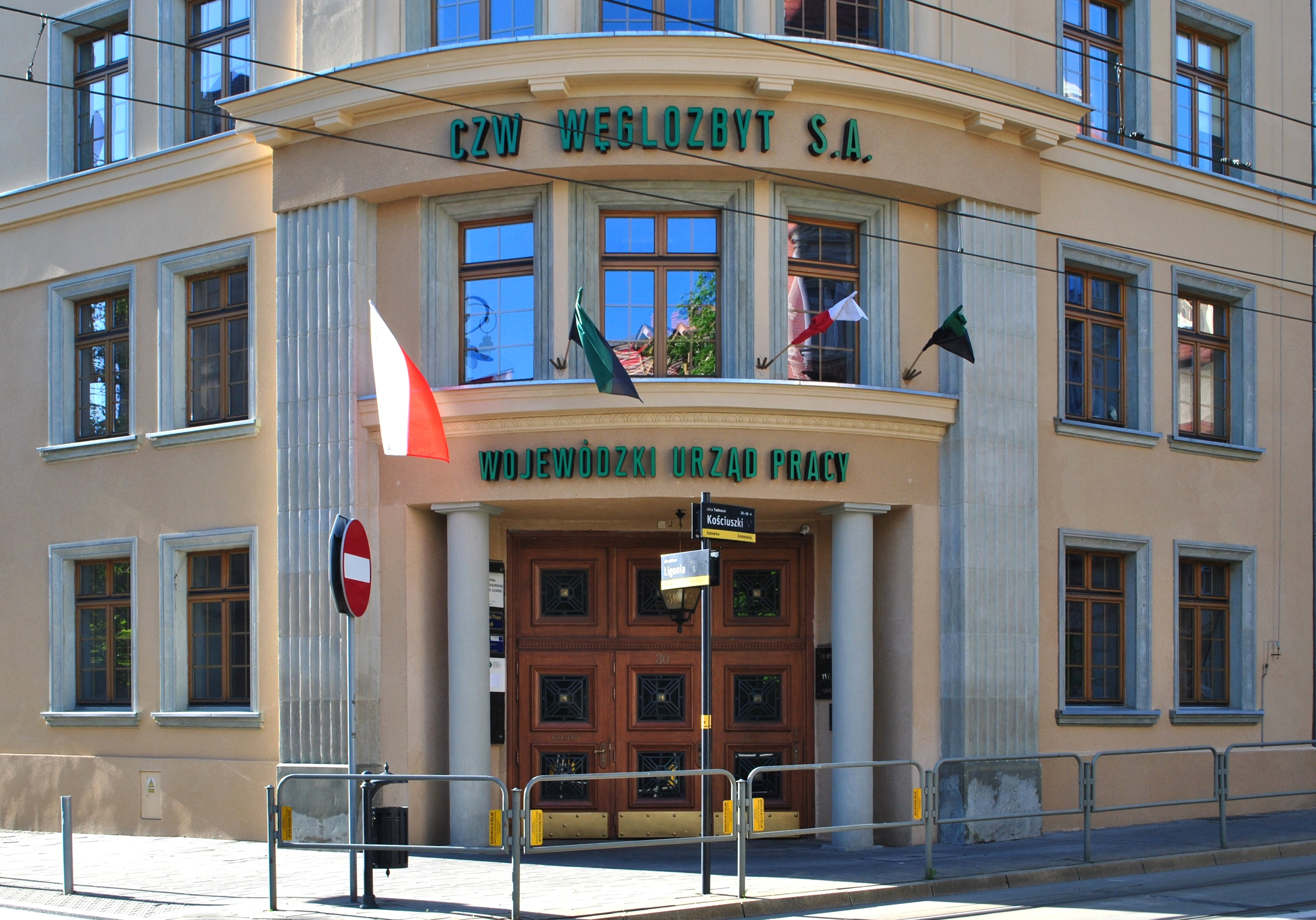
Główne wejście do gmachu (2025)

Budynek koncernu Górnośląskie Zjednoczone Huty Królewska i Laura położony jest przy ulicy T. Kościuszki 30 (róg z ulicą J. Ligonia) w Katowicach, na terenie dzielnicy Śródmieście. Sąsiaduje z budynkami przy ulicy T. Konckiego 1, 3 i 5. Gmach pod nr. 1 był pierwotną siedzibą koncernu, pod nr. 3 był pierwotnie był budynkiem mieszkalnym (w latach 50. XX wieku przebudowany na biurowiec), a gmach pod nr. 5 powstał w latach 60. XX wieku. Wszystkie budynki połączone są korytarzem.
Jest to budynek biurowy, murowany z cegły i tynkowany, sześciokondygnacyjny z poddaszem. Architektonicznie reprezentuje cechy stylu modernizmu z elementami funkcjonalizmu. Wyróżnia się spośród okolicznej zabudowy swoim rozmiarem oraz wyglądem – reprezentacyjny charakter gmachu tworzy wysoki zaokrąglony narożnik, z półkolistym wgłębnym portykiem flankowanym dwoma kolumnami, ujętymi w parę kanelurowanych pilastrów w wielkim porządku. Budynek zwieńczony jest pełną attyką.
Płaska elewacja gmachu posiada nieliczne detale dekoracyjne i jest zrytmizowana dużymi prostokątnymi oknami. Druga i trzecia, a także piąta i szósta kondygnacja oddzielone są od siebie gzymsami. 
Przez główne wejście wchodzi się do obszernego holu. Na wprost znajdują się windy, a nieco z boku klatka schodowa. Gabinety dla najważniejszych osób koncernu ulokowane były w narożniku, z czego na drugim piętrze dla dyrektora. Zaprojektowano w gmachu także dużą salę konferencyjną, która mogła być dzielona na dwie mniejsze. Ozdobiona jest kasetonami wykładanymi płótnem i lustrami.
Gmach wpisany jest do gminnej ewidencji zabytków miasta Katowice
Według stanu na kwiecień 2025 roku w gmachu siedzibę ma m.in.: Centrala Zbytu Węgla „Węglozbyt”, Wojewódzki Urząd Pracy w Katowicach i Górnicza Izba Przemysłowo Handlowa.